# Kepler-1649c
Kepler-1649c é um exoplaneta que orbita a estrela anã vermelha Kepler-1649. Está localizado a 300 anos-luz da Terra. Em 2020, Jeff Coughlin, diretor do Escritório de Ciências K2 do SETI, descreveu-o como o "planeta mais parecido à Terra" alguma vez encontrado pelo Telescópio Espacial Kepler. O planeta passou batido pelas análises, considerado um falso positivo, em um primeiro momento, pelos algorítimos do Kepler Robovetter. A equipe do projeto revisou as informações e publicaram a descoberta em 15 de abril de 2020.

## Características

### Massa e órbita
O exoplaneta foi identificado como um planeta rochoso pela NASA e é muito semelhante à Terra em termos de tamanho, com um raio 1,06 vezes o da Terra. O Kepler-1649c orbita a estrela Kepler-1649, uma anã vermelha do tipo M, dentro da zona habitável de seu sistema. Uma volta completa em torno de sua estrela dura em média 19,5 dias terrestres.

### Clima
Muito pouco se sabe sobre o clima de Kepler-1649c. Estima-se que tenha uma temperatura semelhante à da Terra. Ele recebe apenas 75% da luz de sua estrela hospedeira, em comparação com o que a Terra recebe do Sol. Não está claro qual é a composição da atmosfera do Kepler-1649c.

### Sistema Kepler-1649
Kepler-1649 é uma estrela anã vermelha do tipo M estimada em aproximadamente 1/4 do raio do nosso Sol, com apenas dois planetas confirmados em sua órbita, sendo o outro Kepler-1649b. Kepler-1649b é semelhante a Vênus em pelos menos duas maneiras. Primeiro, Kepler-1649b e Vênus têm órbitas aproximadamente a metade do raio dos próximos planetas conhecidos (Kepler-1649c e Terra, respectivamente). Segundo, ambos são de tamanho parecido.

## Habitabilidade
Enquanto o exoplaneta orbita dentro da zona habitável de sua estrela, devido à falta de informações sobre sua atmosfera, não está claro se o Kepler-1649c pode sustentar água líquida na superfície. Desde 2020, ainda não foram observados surtos solares da estrela hospedeira; no entanto, os cientistas acreditam que essas estrelas são propensas a freqüentes atividades de erupção solar, e que tais explosões podem ter arrancado a atmosfera do exoplaneta e dificultado a perspectiva de vida.